# Dactylortyx thoracicus
El colín cantor, codorniz cantora o codorniz silbadora (Dactylortyx thoracicus) es un ave galliforme de la familia Odontophoridae (codornices del Nuevo Mundo) distribuida en México y América Central. Su nombre vernáculo hace referencia a los fuertes silbidos que usa para comunicarse.

## Características
Con poco más de 20 cm de longitud, se identifica por tener una cola muy corta, más pequeña que la de las demás codornices del Nuevo Mundo. El macho es de color pardo, con la garganta color naranja brillante, lo mismo que la raya sobre el ojo. La hembra es más pálida, con la garganta gris.

## Historia natural
Tiene diferentes hábitats, principalmente en zonas altas de bosques húmedos con clima templado, pero también en zonas bajas cálidas en el Golfo de México. Se distribuye discontinuamente desde Jalisco hasta las tierras altas de Chiapas y Centroamérica hasta Honduras. En la vertiente del Golfo desde la Sierra Madre Occidental en Tamaulipas, La Huasteca, y la península de Yucatán. Está ausente en Belice.

## Subespecies
Se conocen 18 subespecies de Dactylortyx thoracicus:
- Dactylortyx thoracicus pettingilli - E México (SW Tamaulipas y SE San Luis Potosí)
- Dactylortyx thoracicus thoracicus - E México (NE Puebla y Veracruz central)
- Dactylortyx thoracicus devius - W México (Jalisco)
- Dactylortyx thoracicus melodus - W México (Guerrero central)
- Dactylortyx thoracicus ginetensis - S México (frontera Chiapas/Oaxaca)
- Dactylortyx thoracicus edwardsi - S México (montañas de Chiapas adyacentes a la frontera con Oaxaca)
- Dactylortyx thoracicus chiapensis - S México (Chiapas central)
- Dactylortyx thoracicus moorei - S México (montañas del centro de Chiapas)
- Dactylortyx thoracicus dolichonyx - S México (Sierra Madre del Sur de Chiapas)
- Dactylortyx thoracicus sharpei - Campeche, Yucatán y Quintana Roo al Petén de Guatemala
- Dactylortyx thoracicus paynteri - S Médico (centro-sur de Quintana Roo)
- Dactylortyx thoracicus calophonus - Cordillera pacífica de Guatemala
- Dactylortyx thoracicus salvadoranus - El Salvador (Volcán de San Miguel)
- Dactylortyx thoracicus taylori - El Salvador (región del Monte Cacaguatique)
- Dactylortyx thoracicus fuscus - Honduras (región de Tegucigalpa)
- Dactylortyx thoracicus rufescens - Honduras (montes San Juancito)
- Dactylortyx thoracicus conoveri - Honduras (Olancho)